# Schlaich Bergermann und Partner

Logo Schlaich Bergermann & Partner

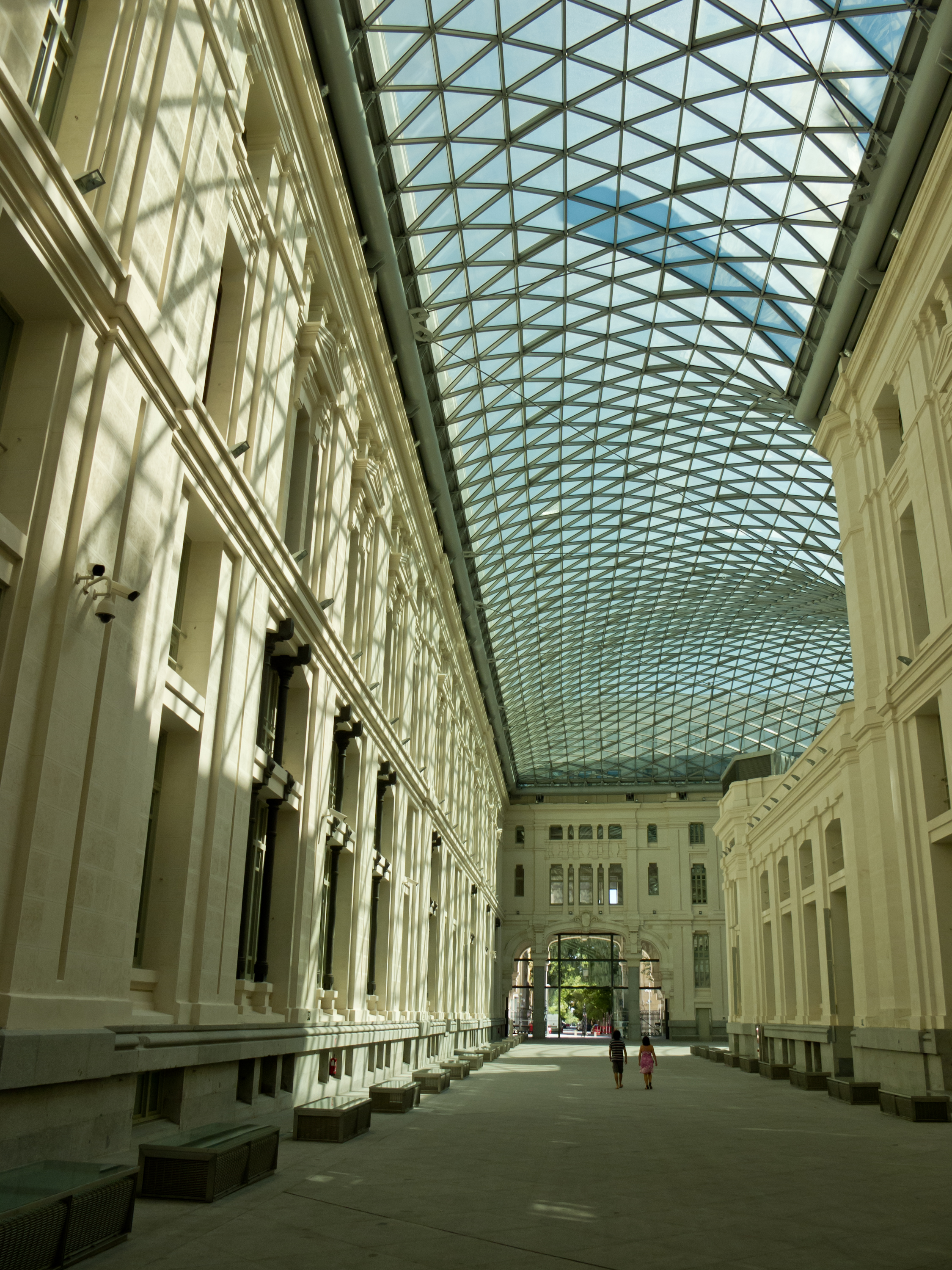
Interior y cubierta del palacio de Comunicaciones de Madrid.

La empresa Schlaich Bergermann und Partner con base en la ciudad alemana de Stuttgart es una empresa dedicada a la ingeniería de estructuras ligeras. Su fundación se remonta al año 1980 por Jörg Schlaich y Rudolf Bergermann. La empresa se dedica a diseñar elementos estructurales en algunos edificios como rascacielos (un ejemplo es algunas de las características del One World Trade Center), cubiertas con amplias aperturas (como es el caso de la realización del Palacio de Comunicaciones de Madrid).

## Proyectos realizados
- Messeturm en Leipzig, 1995
- Hörnbrücke en Kiel, 1997
- Puente Ting Kau en Hong Kong, 1998
- Buckelbrücke en Duisburgo, 1999
- Schlaichturm en Weil am Rhein, 1999
- Killesbergturm en Stuttgart, 2001
- Humboldthafenbrücke en Berlín, 2002
- Techo del Estadio Olímpico de Berlín (con gmp), 2004
- Techo del RheinEnergieStadion en Colonia, 2004
- Techo de la Commerzbank-Arena en Fráncfort del Meno, 2005
- Estación Central de Berlín (con gmp), 2006
- Terminal de Autobuses de Hamburgo, 2006, distinguida con el Outstanding Structure Award de IABSE
- Techo del Palacio de Comunicaciones, Madrid, 2007
- Estructura del techo del Estadio Nelson Mandela Bay en Port Elizabeth, Sudáfrica (con gmp), mayo de 2009
- Estructura del techo del Estadio FNB en Johannesburgo, Sudáfrica, 2009
- Estructura del techo del Estadio Nacional de Varsovia (con gmp), 2009-2012
- Estructura del techo del Estadio Jawaharlal Nehru, Nueva Delhi, India (con gmp), 2006-2010